# Avicennia
Avicennia, rod primogovki smješten u vlastitu potporodicu Avicennioideae.  Priznato je manje od deset vrsta koje rastu po tropskoj Americi, Africi i Aziji i u Australiji.

## Opis
Drveće i grmovi.

## Vrste
1. Avicennia alba Blume
2. Avicennia balanophora Stapf & Moldenke; australski endem (Queensland)
3. Avicennia bicolor Standl.
4. Avicennia germinans (L.) L.
5. Avicennia integra N.C.Duke; australski endem (Sjeverni teritorij)
6. Avicennia marina (Forssk.) Vierh.
7. Avicennia officinalis L.
8. Avicennia schaueriana Stapf & Leechm. ex Moldenke